# Теория интегрированной информации

Phi, символ интегрированной информации

Теория интегрированной информации (англ. Integrated Information Theory) — теория, описывающая структуру, способную объяснить, почему некоторые физические системы (например, человеческий мозг) обладают сознанием , почему они чувствуют себя определенным образом в определенных состояниях (например, почему наше поле зрения кажется расширенным, когда мы смотрим в ночное небо) и что потребуется, чтобы другие физические системы стали сознательными (Являются ли другие животные сознательными? Может быть, вся Вселенная?). В принципе, как только теория созреет и будет всесторонне протестирована в контролируемых условиях, структура ТИИ сможет сделать конкретные выводы о том, обладает ли какая-либо физическая система сознанием, в какой степени она сознательна и какой конкретный опыт она испытывает.  В ТИИ предполагает, что сознание системы (на что она похожа субъективно) идентично ее каузальным свойствам (на что она похожа объективно). Следовательно, должно быть возможно объяснить сознательный опыт физической системы, раскрывая ее полные каузальные силы (см. Центральное тождество).
ТИИ была предложена итальянским нейробиологом Джулио Тонони в 2004 году. Последняя версия теории, обозначенная как IIT 3.0, была опубликована в 2014 году. Однако теория все еще находится в разработке, как видно из более поздних публикаций, улучшающих формализм, представленный в IIT 3.0.

## Теория

### «Трудная проблема сознания»
Дэвид Чалмерс утверждал, что любая попытка объяснить сознание в чисто физических терминах (т.е. начать с законов физики в том виде, в каком они сформулированы в настоящее время, и вывести необходимое и неизбежное существование сознания) в конечном итоге сталкивается с так называемой «сложной проблемой». Вместо того чтобы пытаться начать с физических принципов и прийти к сознанию, ТИИ «начинает с сознания» (принимает существование нашего собственного сознания как достоверное) и рассуждает о свойствах, которыми должен обладать постулируемый физический субстрат, чтобы объяснить его.  Способность осуществить этот переход от феноменологии к механизму основана на предположении ИИТ о том, что если формальные свойства сознательного опыта могут быть полностью объяснены базовой физической системой, то свойства физической системы должны быть ограничены свойствами опыта.  Ограничения физической системы для существования сознания неизвестны, и сознание может существовать в различных формах, как следует из исследований с участием пациентов с расщепленным мозгом  и пациентов, находящихся в сознании при отсутствии большого количества мозгового вещества.
В частности, ТИИ движется от феноменологии к механизму, пытаясь определить основные свойства сознательного опыта (получившие название «аксиомы»), и оттуда определить существенные свойства сознательных физических систем (получившие название «постулаты»).

### Основные положения

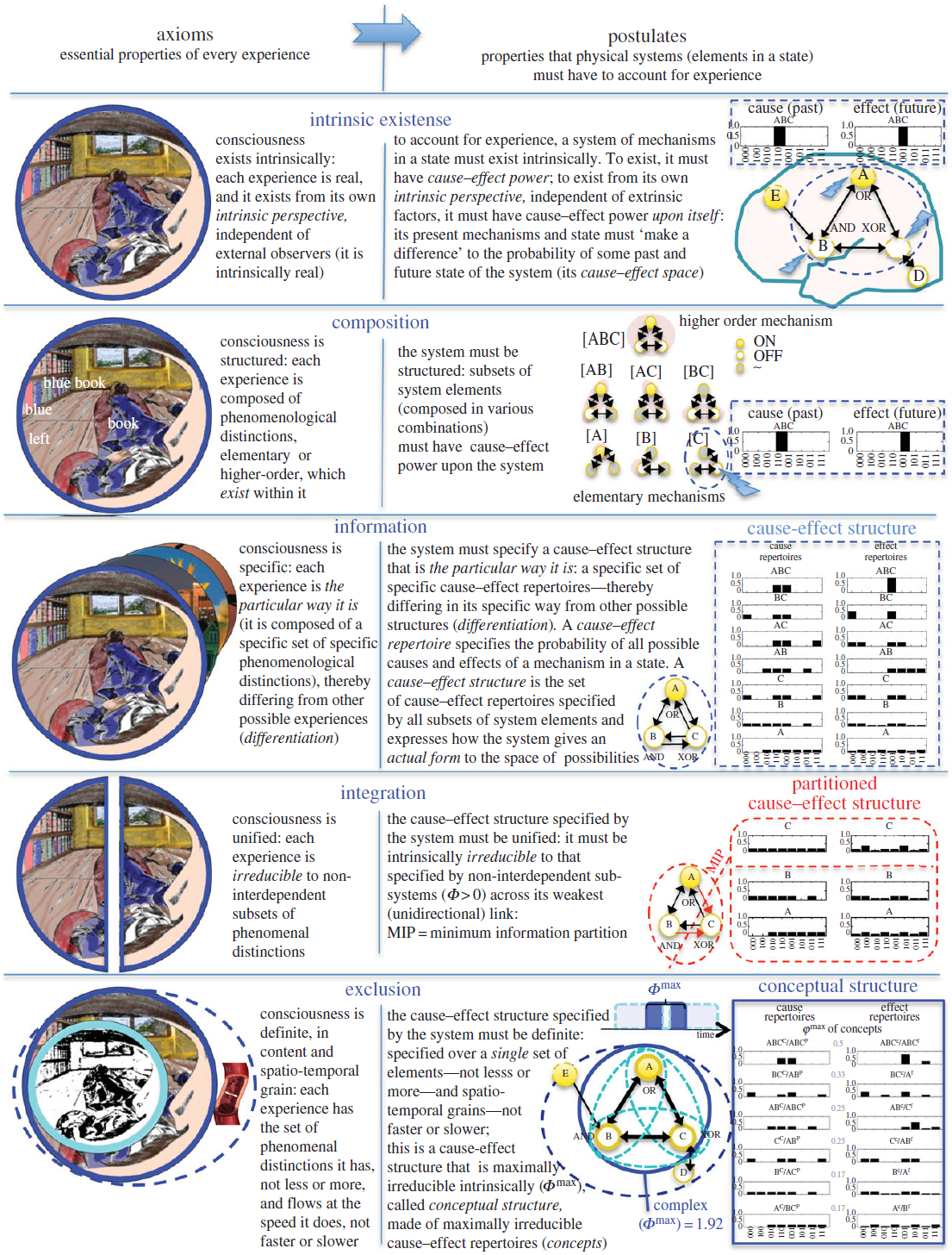
Пять феноменологических аксиом и соответствующие им научные постулаты согласно Интегрированной теории информации 3.0.

Томас Нагель описал сложность проблемы разума и тела:  чувствует ли определенный объект что-то и если да, то какое это имеет отношение к  восприятию с точки зрения внешнего наблюдателя?. Интегральная информационная теория предполагает, что сознание типично для всего, что может изменять состояние и взаимодействовать.
ТИИ предлагает физико-математические законы для определения того, что такое истинные вещи, в том смысле, существует ли сложный объект сам по себе или сводится к его частям. Она опирается на два ключевых феноменологических постулата о свойствах субъективного опыта: а) опыт содержит информацию или структуру и б) эта информация, в свою очередь, нередуцируемо интегрирована, так что части опыта зависят друг от друга, что делает невозможным  для субъекта обладание двумя вариантами опыта одновременно и по отдельности.  В рамках ТИИ, для того чтобы новая сущность существовала на уровне, более высоком чем у ее компонентов, необходимо чтобы отделение какого-либо из компонентов приводило к изменению всей системы. То есть целое больше, чем сумма его частей. К этому добавляется  постулат исключения, позволяющий избежать проблемы панпсихизма : если абстракция на более высоких уровнях описания создает нередуцируемые сущности, приоритет отдается существованию наиболее нередуцируемых . Предположительно, всякий раз, когда мозг обладает сознанием, это происходит потому, что его нейронная система формирует  интегрированную информацию, сверх того, что формируют отдельные компоненты (клеточные органеллы, молекулы).
Заметим, что информация, на которую ссылается теория, — это не вычисляемая и не вычислительная функция, а информация, содержащаяся в нейронных связях мозга. Это означает, что в отличие от примитивного функционализма, для ИИТ не все поведенческие   эквиваленты разделяют сознательное состояние. Иначе говоря, философские зомби реальны.  Предполагается, что возникновению  интегрированных и, следовательно, сознательных нейронных сетей мог способствовать естественный отбор.
Мера несводимости набора состояний системы, или количество сознания согласно ТИИ, называется Φ( phi ) и измеряется в битах с использованием таких математических инструментов, как дивергенция Кульбака-Лейблера или «расстояние землеройной машины». При этом качественный опыта с его сенсорными модальностями будет задан геометрией  в пространстве каузальной сети, называемом «пространством квалиа ». Тонони и Бальдуцци предложили некоторые рекомендации по «идентификации» чистых квалиа, сенсорных модальностей и мультимодальных переживаний в рамках математических фигур (называемых комплексами понятий), к которым приложима  теория ИИТ.

## Экспериментальные результаты
В то время как алгоритм оценки {\displaystyle \Phi ^{\textrm {Max}}} системы и ее концептуальная структура относительно просты, высокая временная сложность делает задачу вычислительно неразрешимой для многих представляющих интерес систем. Для приблизительной оценки интегрированной информации сложной системы могут иногда использоваться эвристика и аппроксимации, но точные расчеты часто невозможны. Эти вычислительные проблемы в сочетании с и без того сложной задачей надежной и точной оценки сознания в экспериментальных условиях затрудняют проверку многих предсказаний теории.
Несмотря на эти проблемы, исследователи пытались использовать меры интеграции и дифференциации информации для оценки уровней сознания у различных субъектов. Например, исследование с использованием приближения для {\displaystyle \Phi ^{\textrm {Max}}} позволило различать различные уровни сознания у бодрствующих, спящих (во сне и без сновидений), под наркозом и в коматозном состоянии (вегетативное, минимальное сознание и запертое).
Некоторые прогнозы ТИИ хорошо согласуются с существующими экспериментальными данными и могут быть использованы для объяснения некоторых противоречивых результатов в исследованиях сознания — например, для объяснения того, почему некоторые области мозга, такие как мозжечок, по-видимому, не участвуют в сознании, несмотря на их размер и функциональное значение.